# Murielle Lepvraud
Murielle Lepvraud (geboren am 15. Juli 1974 in Loudéac, Département Côtes-d’Armor Département Côtes-d’Armor) ist eine französische Politikerin. Sie ist Mitglied der Partei  La France Insoumise. Ferner ist sie Abgeordnete in der Nationalversammlung für den 4. Wahlkreis des Départements Côtes-d’Armor.

## Politische Laufbahn
Ihr politisches Engagement begann 2005 im Anschluss an das  Referendum zur Europäischen Verfassung.
2016 trat sie der neu gegründeten linksgerichteten Partei La France Insoumise bei. Bei der Parlamentswahl 2017 kandidierte sie im Wahlkreis Côtes-d'Armor IV (Guingamp) auf der Liste der LFI. Sie erhielt 11 % der Stimmen und errang damit den dritten Platz.
Bei der Parlamentswahl 2022 kandidierte sie für die LFI im Rahmen des Parteienbündnisses Nouvelle union populaire écologique et sociale (NUPES). Tangui Kazumba war ihr Ersatzkandidat. In ihrer Wahlkampagne rief sie zu einer Abkehr von der industriellen Landwirtschaft hin zu einer nachhaltigeren Landwirtschaft auf und forderte ein Ende der Sparmaßnahmen, einschließlich der geplanten Kürzungen im Gesundheitswesen in der Region. Im ersten Wahlgang konnte sie ihren Stimmenanteil von 2017 mehr als verdoppeln und erreichte mit 27,21 % der Stimmen den zweiten Wahlgang. Im zweiten Wahlgang erzielte sie dann 53,42 % und besiegte damit den bisherigen Abgeordneten von La République En Marche, Yannick Kerlogot.
Im Parlament ist sie Mitglied im Ausschuss für Nationale Verteidigung und die Streitkräfte.